# Mémorial Tal

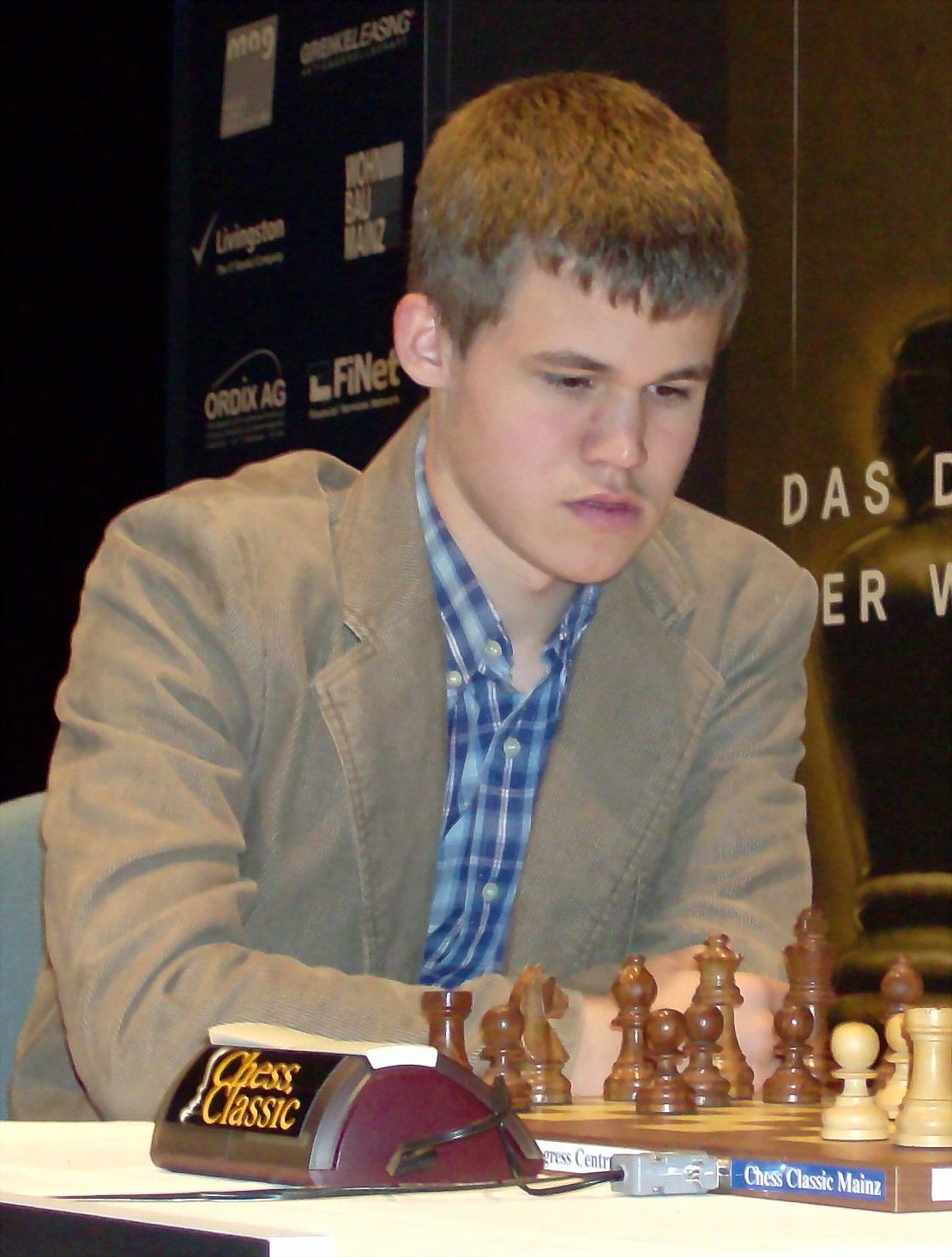
Magnus Carlsen, vainqueur en 2011 et 2012.

Le Mémorial Tal est un tournoi d'échecs organisé à la mémoire de l'ancien champion du monde Mikhaïl Tal (1936-1992). La première édition eut lieu en 1992. Depuis 2006, le tournoi est annuel avec une interruption en 2015.
Le tournoi se déroule habituellement à Moscou, le plus souvent en novembre, parfois en juin (en 2012 et 2013), en août (en 2008) ou en septembre (en 2016). Dix des meilleurs joueurs du monde participent au tournoi classique. Le tournoi a atteint trois fois la catégorie 22 (en 2011, 2012 et 2013) avec un classement Elo moyen de 2 776 ou 2 777.  En novembre 2007, 2009 et 2010, le mémorial Tal était immédiatement suivi du championnat du monde de blitz qui fut remporté par Vassili Ivantchouk en 2007, par Magnus Carlsen en 2009 et par Levon Aronian en 2010.

## Mémorial Tal, tournoi open de 1992
En septembre 1992, à Moscou, eut lieu un premier mémorial Tal, système suisse en neuf rondes remporté par Makarytchev, Krasenkov et Rachkovski.

## Tournoi de Riga (1995): victoire de Kasparov
Un tournoi international de la PCA également nommé « Memorial Tal » eut lieu à Riga en avril 1995. Il fut remporté par Garry Kasparov devant Viswanathan Anand et Vassili Ivantchouk.

## Tournoi de Moscou (depuis 2006)

### Multiples vainqueurs
Trois fois premier ex æquo
- Levon Aronian : en 2006, en 2010 et battu au départage pour la première place par Carlsen en 2011

Deux victoires au tournoi classique
- Vladimir Kramnik (en 2007 et 2009), chaque fois avec 6,5 points sur 9 (le meilleur score depuis 2006)
- Magnus Carlsen (en 2011 et 2012)

Deux victoires au tournoi de blitz
- Vassili Ivantchouk (en 2007 et 2008)
- Shakhriyar Mamedyarov (en 2014 et 2016)

Une victoire au tournoi rapide et une victoire au tournoi de blitz
- Viswanathan Anand : en 2007 (blitz) et 2018 (rapide)

### Palmarès du tournoi classique
| Édition Année                                                                | Édition Année | Dates                    | Catégorie (Elo moyen)                                                          | Vainqueur(s)                                                                   | Fédération                                                                     | Score                                                                          | Deuxième(s)                                                                    | Points                                                                         | Troisième(s)                                                                   | Points                                                                         |
| ---------------------------------------------------------------------------- | ------------- | ------------------------ | ------------------------------------------------------------------------------ | ------------------------------------------------------------------------------ | ------------------------------------------------------------------------------ | ------------------------------------------------------------------------------ | ------------------------------------------------------------------------------ | ------------------------------------------------------------------------------ | ------------------------------------------------------------------------------ | ------------------------------------------------------------------------------ |
| En 1995, le tournoi avait lieu à Riga avec onze participants (score sur 10). |               |                          |                                                                                |                                                                                |                                                                                |                                                                                |                                                                                |                                                                                |                                                                                |                                                                                |
| 0                                                                            | 1995          | 13-23 avril (à Riga)     | 17 (2 665)                                                                     | Garry Kasparov                                                                 | Russie                                                                         | 7,5 / 10                                                                       | Viswanathan Anand                                                              | 7                                                                              | Vassili Ivantchouk                                                             | 6,5                                                                            |
| Depuis 2006, le tournoi a lieu à Moscou avec dix joueurs (scores sur 9).     |               |                          |                                                                                |                                                                                |                                                                                |                                                                                |                                                                                |                                                                                |                                                                                |                                                                                |
| 1                                                                            | 2006          | 5-19 novembre            | 20 (2 727)                                                                     | Levon Aronian Peter Leko Ruslan Ponomariov                                     | Arménie Hongrie Ukraine                                                        | 5,5 / 9                                                                        |                                                                                |                                                                                |                                                                                |                                                                                |
| 2                                                                            | 2007          | 10-19 novembre           | 20 (2 741)                                                                     | Vladimir Kramnik                                                               | Russie                                                                         | 6,5                                                                            | Alekseï Chirov                                                                 | 5                                                                              | Boris Guelfand Magnus Carlsen Dmitri Iakovenko Peter Leko                      | 4,5                                                                            |
| 3                                                                            | 2008          | 18-27 août               | 20 (2 738)                                                                     | Vassili Ivantchouk                                                             | Ukraine                                                                        | 6                                                                              | Boris Guelfand Aleksandr Morozevitch Ruslan Ponomariov                         | 5                                                                              |                                                                                |                                                                                |
| 4                                                                            | 2009          | 4-19 novembre            | 21 (2 761)                                                                     | Vladimir Kramnik                                                               | Russie                                                                         | 6,5                                                                            | Vassili Ivantchouk Magnus Carlsen                                              | 5                                                                              |                                                                                |                                                                                |
| 5                                                                            | 2010          | 4-18 novembre            | 21 (2 757)                                                                     | Levon Aronian Sergueï Kariakine (au départage)                                 | Arménie Ukraine                                                                | 5,5                                                                            | 1er-3e : Shakhriyar Mamedyarov, troisième au départage                         | 1er-3e : Shakhriyar Mamedyarov, troisième au départage                         | 1er-3e : Shakhriyar Mamedyarov, troisième au départage                         | 5,5                                                                            |
| 6                                                                            | 2011          | 16-25 novembre           | 22 (2 776)                                                                     | Magnus Carlsen (au départage)                                                  | Norvège                                                                        | 5,5                                                                            | Levon Aronian                                                                  | 5,5                                                                            | Vassili Ivantchouk Sergueï Kariakine Ian Nepomniachtchi                        | 5                                                                              |
| 7                                                                            | 2012          | 7-19 juin                | 22 (2 776)                                                                     | Magnus Carlsen                                                                 | Norvège                                                                        | 5,5                                                                            | Fabiano Caruana Teimour Radjabov                                               | 5                                                                              |                                                                                |                                                                                |
| 8                                                                            | 2013          | 12-24 juin               | 22 (2 777)                                                                     | Boris Guelfand                                                                 | Israël                                                                         | 6                                                                              | Magnus Carlsen                                                                 | 5,5                                                                            | Fabiano Caruana S. Mamedyarov Dmitri Andreïkine                                | 5                                                                              |
| 9                                                                            | 2014          | 3-11 novembre            | Tournoi de blitz uniquement à Sotchi (voir ci-dessous)                         | Tournoi de blitz uniquement à Sotchi (voir ci-dessous)                         | Tournoi de blitz uniquement à Sotchi (voir ci-dessous)                         | Tournoi de blitz uniquement à Sotchi (voir ci-dessous)                         | Tournoi de blitz uniquement à Sotchi (voir ci-dessous)                         | Tournoi de blitz uniquement à Sotchi (voir ci-dessous)                         | Tournoi de blitz uniquement à Sotchi (voir ci-dessous)                         | Tournoi de blitz uniquement à Sotchi (voir ci-dessous)                         |
| 10                                                                           | 2016          | 26 septembre - 7 octobre | 21 (2 760)                                                                     | Ian Nepomniachtchi                                                             | Russie                                                                         | 6                                                                              | Anish Giri                                                                     | 5,5                                                                            | Viswanathan Anand Levon Aronian                                                | 5                                                                              |
| 11                                                                           | 2018          | 2-5 mars                 | Tournois de blitz et de parties rapides uniquement à Moscou (10 et 14 joueurs) | Tournois de blitz et de parties rapides uniquement à Moscou (10 et 14 joueurs) | Tournois de blitz et de parties rapides uniquement à Moscou (10 et 14 joueurs) | Tournois de blitz et de parties rapides uniquement à Moscou (10 et 14 joueurs) | Tournois de blitz et de parties rapides uniquement à Moscou (10 et 14 joueurs) | Tournois de blitz et de parties rapides uniquement à Moscou (10 et 14 joueurs) | Tournois de blitz et de parties rapides uniquement à Moscou (10 et 14 joueurs) | Tournois de blitz et de parties rapides uniquement à Moscou (10 et 14 joueurs) |

### Tournoi de blitz du mémorial Tal
| Édition Année | Édition Année | Vainqueur                             | Marque                          | Deuxième(s)                     | Troisième(s)                                           | Joueurs                         | Notes |
| ------------- | ------------- | ------------------------------------- | ------------------------------- | ------------------------------- | ------------------------------------------------------ | ------------------------------- | --- |
| 1             | 2006          | Viswanathan Anand                     | 23 / 34                         | Levon Aronian                   | Teimour Radjabov Peter Svidler                         | 18                              | Anand ne perd aucun de ses mini-matchs.Tournoi disputé après le tournoi principal.Le 2e championnat du monde de blitz est disputé à Rishon LeZion en septembre 2006.                             |
| 2             | 2007          | Vassili Ivantchouk                    | 25,5 / 38                       | Viswanathan Anand               | Aleksandr Grichtchouk Gata Kamsky                      | 20                              | 3e championnat du monde de blitz |
| 3             | 2008,         | Vassili Ivantchouk                    | 23,5 / 34                       | Vladimir Kramnik                | Magnus Carlsen                                         | 18                              | Tournoi disputé après le tournoi principal.Grichtchouk et Movsessian remportent la demi-finale (12,5 / 18, 60 joueurs)Le 4e championnat du monde de blitz est disputé à Almaty en novembre 2018. |
| 4             | 2009          | Magnus Carlsen                        | 28 / 42                         | Viswanathan Aanand              | Sergueï Kariakine                                      | 22                              | 5e championnat du monde de blitz |
| 5             | 2010          | Levon Aronian                         | 24,5 / 38                       | Teimour Radjabov                | Magnus Carlsen                                         | 20                              | 6e championnat du monde de blitz |
| 6             | 2011          | Pas de tournoi de blitz en 2011       | Pas de tournoi de blitz en 2011 | Pas de tournoi de blitz en 2011 | Pas de tournoi de blitz en 2011                        | Pas de tournoi de blitz en 2011 | Pas de tournoi de blitz en 2011 |
| 7             | 2012          | Aleksandr Morozevitch, (au départage) | 6,5 / 9                         | Magnus Carlsen (ex æquo)        | Aleksandr Grichtchouk Teimour Radjabov                 | 10                              | Tournoi préliminaire à un seul tour |
| 8             | 2013,         | Hikaru Nakamura                       | 7 / 9                           | Viswanathan Anand               | Vladimir Kramnik                                       | 10                              | Tournoi préliminaire à un seul tour |
| 9             | 2014          | Shakhriyar Mamedyarov                 | 16 / 22                         | Aleksandr Grichtchouk           | Aleksandr Morozevitch Boris Guelfand Sergueï Kariakine | 12                              | Tournoi à deux tours disputé en novembre 2014 à Sotchi pendant le championnat du monde 2014Pas de tournoi classique en 2014                                                                      |
| 10            | 2016          | Shakhriyar Mamedyarov                 | 7,5 / 9                         | Levon Aronian                   | Peter Svidler Anish Giri Ian Nepomniachtchi            | 10                              | Tournoi préliminaire à un seul tour |
| 11            | 2018          | Sergueï Kariakine                     | 10 / 13                         | Hikaru Nakamura                 | Ian Nepomniachtchi                                     | 14                              | Tournoi à un seul tour disputé après le tournoi rapide. |

### Mémorial Tal 2018: tournoi de parties rapides
| Édition Année | Édition Année | Vainqueur         | Marque | Deuxième(s)                                             | Joueurs |
| ------------- | ------------- | ----------------- | ------ | ------------------------------------------------------- | ------- |
| 11            | 2018          | Viswanathan Anand | 6 / 9  | Shakhriyar Mamedyarov Hikaru Nakamura Sergueï Kariakine | 10      |

## Mémorial Tal de 2012: victoire de Carlsen

### Déroulement du tournoi

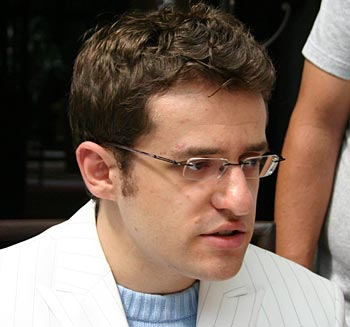
Levon Aronian, vainqueur en 2006 et 2010, deuxième en 2011 et quatrième en 2012.

En 2012 ce tournoi voit s'affronter dix joueurs dont sept des dix meilleurs joueurs mondiaux et dont les trois premiers Carlsen, Aronian et Kramnik. Le tournoi a la même moyenne Elo (2776) qu'en 2011.
Trois joueurs manquent pour que les dix meilleurs mondiaux soient présents à ce tournoi exceptionnel, Viswanathan Anand quatrième mondial, Sergueï Kariakine sixième mondial et Vassili Ivantchouk dixième mondial au classement Elo du 1er mai 2012.
Le tournoi préliminaire de blitz déterminant l'ordre des rencontres a été gagné par Morozevitch à égalité avec Carlsen, 6,5 points sur 10.
Le tournoi est remporté par Carlsen par 5,5/9 (=7, +2), seul invaincu, devant Caruana et Radjabov tous deux à 5/9. Est remarquée la performance du joueur non professionnel Luke McShane, dernier au Elo et avant-dernier du tournoi qui réussit à battre les deuxième (Aronian) et troisième (Kramnik) mondiaux, ainsi que Morozevitch.

### Classement final du Mémorial Tal 2012
| N° | Joueurs               | Fédération (FIDE) | Classement Elo | 1  | 2  | 3  | 4  | 5  | 6  | 7  | 8  | 9  | 10 | Score (/9) |
| -- | --------------------- | ----------------- | -------------- | -- | -- | -- | -- | -- | -- | -- | -- | -- | -- | ---------- |
| 1  | Magnus Carlsen        | Norvège           | 2 835          | ** | ½  | 1  | ½  | ½  | ½  | ½  | ½  | 1  | ½  | 5,5        |
| 2  | Fabiano Caruana       | Italie            | 2 770          | ½  | ** | ½  | 0  | 0  | 1  | ½  | ½  | 1  | 1  | 5          |
| 3  | Teimour Radjabov      | Azerbaïdjan       | 2 784          | 0  | ½  | ** | ½  | ½  | ½  | ½  | ½  | 1  | 1  | 5          |
| 4  | Aleksandr Morozevitch | Russie            | 2 769          | ½  | 1  | ½  | ** | 1  | ½  | 1  | 0  | 0  | 0  | 4,5        |
| 5  | Levon Aronian         | Arménie           | 2 825          | ½  | 1  | ½  | 0  | ** | ½  | ½  | 1  | 0  | ½  | 4,5        |
| 6  | Vladimir Kramnik      | Russie            | 2 801          | ½  | 0  | ½  | ½  | ½  | ** | 1  | ½  | 0  | 1  | 4,5        |
| 7  | Aleksandr Grichtchouk | Russie            | 2 761          | ½  | ½  | ½  | 0  | ½  | 0  | ** | 1  | 1  | ½  | 4,5        |
| 8  | Hikaru Nakamura       | États-Unis        | 2 775          | ½  | ½  | ½  | 1  | 0  | ½  | 0  | ** | ½  | ½  | 4          |
| 9  | Luke McShane          | Angleterre        | 2 706          | 0  | 0  | 0  | 1  | 1  | 1  | 0  | ½  | ** | ½  | 4          |
| 10 | Evgueni Tomachevski   | Russie            | 2 738          | ½  | 0  | 0  | 1  | ½  | 0  | ½  | ½  | ½  | ** | 3,5        |